# Rhyncomya diversicolor
Rhyncomya diversicolor är en tvåvingeart som först beskrevs av Seguy 1933.  Rhyncomya diversicolor ingår i släktet Rhyncomya och familjen Rhiniidae.
Artens utbredningsområde är Moçambique. Inga underarter finns listade i Catalogue of Life.